# Pop Pixie
Pop Pixie es una serie animada de origen Italiano. Es un spin-off de la serie Winx Club, con las Pixies como protagonistas. Creada por Iginio Straffi, producida por Joanne Lee y transmitida en la cadena televisiva A Rainbow S.P.A. Se estrenó el 10 de enero de 2011 en Italia, el 5 de noviembre de 2011 por Nickelodeon Latinoamérica en América Latina y el 12 de enero del 2013 por Canal 5 en México.

## Sinopsis
En un rincón tranquilo y aislado del universo mágico, hay una dimensión muy especial, un mundo en miniatura habitado por gnomos, duendes, animales que hablan... y sobre todo por Pixies. La ciudad en la que viven es Pixieville, y aquí es donde la magia es un factor común de la vida cotidiana de sus habitantes.
Pixieville se encuentra en un denso bosque de árboles viejos y arbustos gruesos. Esta es una ciudad muy grande situada en un lugar inusual, donde la naturaleza y la magia están fusionadas. El Árbol de la Vida es un antiguo árbol encantado que brinda poder mágico a toda Pixieville. 
El objetivo principal de las hadas Pixies es el de defender el Árbol de la Vida debido a que su energía mantiene la barrera mágica que protege Pixieville contra las amenazas y enemigos externos. Las esferas MagicPop están repletas de magia positiva, crecen en el árbol de la vida, y cuando un hada Pixie utiliza sus dones sabiamente para el bien común, el o ella puede obtener la esfera MagicPop y transformarse en Pop Pixie.

## Episodios
| Temporada | Temporada | Episodios | Italia              | Italia              | Latinoamérica          | Latinoamérica         | España               | España            |
| Temporada | Temporada | Episodios | Comienzo            | Final               | Comienzo               | Final                 | Comienzo             | Final             |
| --------- | --------- | --------- | ------------------- | ------------------- | ---------------------- | --------------------- | -------------------- | ----------------- |
|           | 1         | 52        | 10 de enero de 2011 | 22 de marzo de 2011 | 5 de noviembre de 2011 | 19 de octubre de 2014 | 4 de octubre de 2010 | 4 de mayo de 2011 |

## Personajes
Pixies:

Los Pixies son seres amistosos, educados y valientes, siempre dispuestos a ayudarse unos entre otros. Lo que distingue a los Pixies de las otras especies en Pixieville es la habilidad de usar sus MagicPops para transformarse en PopPixies, forma en la cual su poder mágico aumenta considerablemente. Un Pixie obtiene su MagicPop como regalo del Árbol de la Vida cuando descubre su verdadero talento, y lo utiliza para el bien. La propia reina Ninfea, la gobernante de Pixieville, es de hecho una Pixie, pero su magia es tan poderosa que no necesita un MagicPop, ni ser una PopPixie, para ser poderosa.
- Amore: Ella es propietaria de la tienda de Amor, que es la única tienda que se especializa en pociones de amor y hechizos en Pixieville. Ella es la PopPixie de los Sentimientos. Sus asistentes son Otis, un hipopótamo Pixie púrpura, y un búho sin nombre. Según la reina Ninfea, obtuvo su MagicPop por sus pociones de amor.
- Caramel: Ella corre a la panadería más famosa de Pixieville, el Molly Moo, y su MagicPop le da una fuerza increíble. Ella es la PopPixie de la Superfuerza y la hermana gemela de Martino. Su asistente es Tina, un cerdo Pixie que es muy tragona y tiende a comer demasiado de la panadería de Caramel. Según la reina Ninfea, obtuvo su MagicPop por sus pasteles.
- Chatta: Chatta es la PopPixie del Chisme, y utiliza sus chismes como una forma de defenderse, así como de atacar a sus enemigos. Recibió su MagicPop al desenmascarar uno de los engaños de los Elfos, quienes habían manipulado a los Gnomos para que odiaran a los Pixies y desconfiaran de ellos, su asistente es Bla-Bla es una rana pixie.
- Cherie: Ella es la Pixie más rica de Pixieville, y es la PopPixie de Tiempo(Clima). Su MagicPop le da el poder de controlar el tiempo, y su asistente es Lulu, un gato elegante y muy eficiente. Ella tiene sentimientos por Martino, con el cual coquetea mucho. Tiene serios cambios de humor, los cuales causan serios daños meteorológicos. Obtuvo su MagicPop al crear lluvia para apagar un incendio forestal.
- Digit: Es el PopPixie de la magia Nanotecnológica. Su MagicPop le da el poder de la utilización de la tecnología. Es un gran rival de Fixit, y cada año tienen una competencia con Tecnomagia, la cual igual cada año termina en empate. No se sabe precisamente como obtuvo su MagicPop. En PopPixie es un niño, mientras que en Winx Club es una niña, lo mismo pasa en el caso de Livy, Jolly, Glim y Zing.
- Fixit: Él es el PopPixie de la Tecnomagia, y trabaja en la tienda de juguetes del gnomo Augusto, donde utiliza su talento para hacer juguetes increíbles. Su MagicPop le da una extraordinaria inteligencia que usa para hacer inventos únicos que combinan la magia y la magia tecnológica. Obtuvo su MagicPop por crear a los Pixiebots, robots que ayudan a los Pixies en distintas tareas. Su gran rival es Digit, al grado que cada año tienen una competencia de Tecnomagia, la cual siempre termina en empate.
- Lockette: Su MagicPop le da el poder de abrir pasajes mágicos y encontrar todo lo que está oculto. Ella es la PopPixie de la Orientación. Obtuvo su MagicPop al ayudar a encontrar los MagicPops, robados por una pulpa a la cual los Elfos le habían robado su huevo para crear MagicPops falsos con la magia del bebé. Ella trabaja en la Pixie Plaza, el hotel más famoso de Pixieville, al lado del mono Guzmán, ambos siendo explotados por el señor Rollo, el tacaño gerente del hotel.
- Martino: Él es el barman en el Molly Moo, el hermano gemelo de la panadera Caramel. Su MagicPop le da el poder de hacer acrobacias increíbles, el equilibrio y fuerza extraordinaria. Tiende a ser muy coqueto con las chicas, principalmente con Cherie, con la que comparte sentimientos amorosos. Él es el PopPixie de las Acrobacias. Según la reina Ninfea, ni ella sabe precisamente cómo obtuvo su MagicPop.
- Pam: Ella trabaja en el salón de belleza más famoso de Pixieville. Su MagicPop hace que sea muy rápida. Su asistente es un erizo llamado Bambú. Es la PopPixie de las Manos Veloces. Obtiene su MagicPop al cortar las raíces de una planta que amenazaba el Árbol de la Vida.
- Piff: Ella es la PopPixie de los Dulces Sueños, y tiene un conejo que la acompaña. Recibe su MagicPop al usar su magia para adormecer a un dragón enfurecido. Ella es capaz de hablar en Pop Pixie, a diferencia de Winx Club, donde sólo hace ruidos como de un bebé.
- Tune: Ella es la PopPixie del Poder Vocal y su MagicPop le da el poder de ser hablar, cantar e incluso gritar muy fuerte. Recibe su MagicPop al ayudar a detener un brote de Gripe Silenciosa, una enfermedad que, como el nombre sugiere, enmudece a quien la padece. En Pop Pixie ella viste de manera más moderna, a diferencia de Winx Club en la cual vestía con cierto estilo antiguo.
- Livy: Sin duda el Pixie más rápido de todo Pixieville, es el PopPixie de la Velocidad. Obtiene su MagicPop al ayudar a llevar a Amore, quien se había convertido en pez por accidente, a llegar a una cascada mágica para deshacer el hechizo. En Pop Pixie, Livy, al igual que Digit, Zing, Glim y Jolly, es un niño, mientras que en Winx Club es una niña. Además, mientras que en Winx Club Livy y Jolly son hermanas, en Pop Pixie parecen no tener parentesco.
- Jolly: Un gran amante de la diversión, es el encargado del entretenimiento en las fiestas de Pixieville, y cuyos espectáculos divierten a todos los Pixies. Es el PopPixie del Entretenimiento. Obtiene su MagicPop al ayudar a distraer a las Palomas Regordetas, aves mágicas que, además de tener grandes voces, son voraces en extremo. Al igual que Livy, Glim, Zing y Digit, en Pop Pixie es un niño. Además, mientras que en Winx Club Jolly y Livy son hermanas, en Pop Pixie parecen no tener parentesco.
- Zing: Un Pixie apasionado por los insectos, conoce todo sobre los distintos tipos de insectos del bosque. Es el PopPixie de los Insectos. Obtiene su MagicPop al convencer a los insectos del bosque de ayudarlos a él y a sus amigos a salir a salvo. Al igual que Livy, Jolly, Glim y Digit, en Pop Pixie Zing es un niño y no una niña, además, en Pop Pixie pierde su costumbre de disfrazarse de personajes de películas que tenía en Winx Club.
- Robinson:Es un guardabosques que está enamorado de Amore y del cual Amore esta también enamorada.
- Morfo: Un travieso pero leal transformista, fue compañero de clase de Lockette, de quien aparentemente está enamorado. Puede transformarse así mismo y a otros en cualquier cosa, incluso en otras personas. Es el PopPixie de las Transformaciones. Obtiene su MagicPop al ayudar a Lockette a detener a Maxine, quien lo había engañado para que las cambiara de apariencia para robar la bóveda del Pixie Plaza y culpar a Lockette.
- Chiga: Es el primo de Lockette, cuyo talento mágico es cambiar de tamaño, llegando a ser tan pequeño como un dedal a tan grande que lo confunden con un monstruo. Tiende a hacer travesuras con sus cambios de tamaño, pero es muy leal y quiere mucho a su prima. Es el PopPixie del Crecimiento. Obtiene su MagicPop al evitar que una criatura mágica destruyera el Árbol de la Vida.
- Plasto: Un travieso amigo de Martino, que posee la habilidad de estirar cualquier parte de su cuerpo, con lo que suele hacer bromas, pero con un gran corazón y muy dispuesto a demostrar que es bien intencionado. Es el PopPixie de la Elasticidad. Obtiene su MagicPop al recuperar el dinero del Banco de Pixieville, el cual los Elfos lo habían engañado para que los ayudara a robar.
- Mulla: Una Pixie trabajadora de la constructora, muy habilidosa para excavar. Ayuda a Lockette y compañía a detener a los Gnomos cuando, estando estos bajo un hechizo de los Elfos, intentan tirar el Árbol de la Vida, estando convencidos de que había oro entre sus raíces. Eso le hizo ganarse su MagicPop. Es la PopPixie de los Túneles.
- Cammelia:Una Pixie que le gusta ayudar a sus amigos, a los animales en particular, y puede usar sus poderes sobre las plantas para hacerlas crecer más rápidamente o para convertirlas en otras cosas, por ejemplo casas. Obtiene su MagicPop precisamente al construir una casa para una mariquita famosa por dar mala suerte. Es la PopPixie de las Plantas.
- Camilla: Una talentosa pero tímida Pixie, púpila de Tune, con la habilidad de hacerse invisible a sí misma y a otros. Ella creía que su talento era inútil, pero para su sorpresa termina siendo la única en su clase en recibir su MagicPop, aunque a esto también contribuyó que ella fue la única a quien Damián, un travieso niño elfo de su clase, no pudo sabotearle su oportunidad de ganarlo. Es la PopPixie de las Ilusiones. Recibió su MagicPop al usar su habilidad para hacerese invisible para darle una lección a Damián.
- Glim: Un joven Pixie con la habilidad de crear una gran cantidad de energía, pero debido a que esta fuertemente ligada a sus emociones, cuando se emociona mucho crea una gran cantidad, lo que a veces provoca estragos. Entrenó con un grupo de luciérnagas mágicas que le enseñaron a controlar sus poderes, lo cual le permitió usarlos para detener a los Elfos, que habían usado un hechizo tecnomágico en un parque de diversiones para que este se saliera de control, obteniendo así su MagicPop. Es el PopPixie de la Energía. Al igual que Digit, Livy, Jolly y Zing, en PopPixie Glim es un niño mientras que en Winx Club es una niña, entre tener otros cambios, como que en PopPixie habla, y que el mismo luce distinto a como luce en Winx Club, siendo en PopPixie un Pixie de pelo negro largo atado en una coleta y vistiendo ropa china.

Gnomos

Obsesionados con el dinero, tacaños, groseros y mezquinos, los Gnomos suelen ser víctimas de su propia codicia, ya que llegan incluso a causar estragos en Pixieville(como hacer un gran hoyo a mitad de la calle) o a poner sus propias vidas en peligro por una simple moneda. Suelen guardar su dinero en el Banco Nacional de Pixieville, aunque también tienen sus lugares ocultos. Debido a las grandes fortunas que amasan, son las víctimas favoritas de los Elfos, quienes siempre intentan robarles, o bien usar su obsesión por el dinero para sus planes. Un ejemplo es haberles hecho creer que había oro oculto entre las raíces del Árbol de la Vida, para que los gnomos lo derribaran y dejaran a los Pixies sin poderes.
- Augustus: Él es el dueño de la tienda de juguetes donde trabaja Fixit. Fixit hizo de su negocio un éxito, pero Augusto siempre trata de encontrar una manera de reducir los salarios de Fixit, ofreciéndole a cambio la oportunidad de crear más juguetes. Bajo su dulce y amable apariencia, se oculta un buitre que no desaprovecha una oportunidad para subir los precios de los juguetes.
- Grind: Dirige el Banco Pixieville, y nadie lo ha visto con una sonrisa o dando préstamos. Es la peor pesadilla de Cherie, a quien acosa para que abra una cuenta en su banco.
- Rollo: Dirige el Pixie Plaza, que es el hotel más famoso de Pixieville y donde trabaja Lockette. Suele portarse explotador tanto con Lockette como con Guzmán, regañándolos cada rato y buscando excusas para hacer que trabajen gratis por tiempo indefinido.
- Ronf: Él es el gnomo más perezoso de Pixieville, y está casado con un enérgico gnomo llamado Nella. Él siempre quiere dormir, a diferencia de otros gnomos el busca disfrutar de su jubilación, para frustración de su esposa a quien le avergüenza que Ronf nunca intente conseguir más dinero.

Elfos (Duendes en Latinoamérica)

Seres traviesos y tramposos, son más una pandilla que un grupo social en Pixieville. Suelen usar magia negra para hacer maleficios y causar estragos en Pixieville. Viven sin reglas y buscan tener vida fácil, los Elfos desprecian a los Pixies por ser sus opuestos exactos, además de que son los Pixies quienes frustran sus planes, los cuales siempre tienen como fin robar dinero de los Pixies y los Gnomos, o echar a los Pixies de Pixieville para lograr tener el control. Muchos de esos planes han involucrado intentar destruir el Árbol de la Vida, porque sin el los MagicPop no tendrían poder y los Pixies no podrían transformarse en PopPixies. Comúnmente sólo salen Rex, Maxine, Lenny, Narcissa, Yucca y/o Floxy, pero se ha visto que hay más Elfos viviendo en Pixieville.
- Rex: Rex es un elfo arrogante y altivo, que tiene una gran opinión de sí mismo. Admira a Maxine y piensa que el resto del mundo no es digno de su atención. Es el líder de la pandilla. Su compañera es Cleopatra, una tigresa.
- Narcissa: Ella es perezosa y extravagante. Ella sueña con vivir la vida un gran dama; tiene un cocodrilo llamado Lucilla, que es vago e irascible como ella.
- Floxy: Floxy no es muy inteligente y es el más inmaduro de los Elfos. No hay nada que se toma en serio, ya que carece de capacidad de organización. Es ayudado por Billo, una comadreja.
- Lenny: Es loco, le encanta tomar riesgos por el bien de la emoción, imprudente e irresponsable. A pesar de que es imprevisible e independiente, es siempre el primero en seguir a Rex y a Maxine en alguna nueva incursión en Pixieville. Es ayudado por Wolfgang, un lobo con gran habilidad para los motores.
- Maxine: Como la más bonita de todas los Elfas, utiliza todo su encanto para mantener con firmeza a Rex, donde ella lo quiere. Como Rex es un modelo para los Elfos niños, Maxine es el modelo a seguir por las Elfos niñas. Su compañero es Rodrigo, una cobra.
- Yucca: Adora ir de compras extremas. Cualquier momento es adecuado para mostrarse a ella y Lenny hacer sus noches con la banda, un evento para recordar. Es acompañada por Tito, un murciélago igual de juerguista que ella.No es igual que Alyssa
- Damián: Un travieso niño elfo, cuyos padres dejaron a cuidado de Tune en su clase, afirmando que querían que estudiara (en realidad querían usar a Tune como niñera gratuita, mientras ellos iban a una fiesta). Arruinó a muchos niños pixies la oportunidad de ganar sus MagicPops al sabotear sus pruebas. Al final es engañado por Camilla y puesto en su lugar.

## Reparto
- La Versión Italiana fue editado por SAMPLE srl (Milán). La dirección del doblaje ha sido confiada a Perla Liberatori y Patrizia Salmoiraghi, con el asistente de copia Giulia Sanfilippo.
- La Versión latinoamericana fue doblada totalmente en Venezuela en el estudio Etcétera Group. La dirección de doblaje (operación técnica en Venezuela) fue confiada a Judith Noguera, quien también dirige el doblaje de Winx Club.
| Personaje | Actor de doblaje al italiano | Actor de doblaje al español (Doblado en Venezuela ) |
| --------- | ---------------------------- | --------------------------------------------------- |
| Amore     | Jolanda Granato              | Leisha Medina                                       |
| Caramel   | Laura Amadei                 | Melanie Henrríquez                                  |
| Cherie    | Ilaria Latini                | Rocío Mallo                                         |
| Chatta    | Perla Liberatori             | Rebeca Aponte                                       |
| Fixit     | Davide Garbolino             | Lileana Chacón                                      |
| Lockette  | Laura Lenghi                 | María José Estévez                                  |
| Martino   | Renato Novara                | Jhonny Torres                                       |
| Pam       | Cinzia Massironi             | Lileana Chacón                                      |
| Piff      | Gaia Bolognesi               | Judith Noguera                                      |
| Tune      | Eva Padoan                   | [Stefany Villarroel]                                |
| Ninfea    | Beatrice Margiotti           | Judith Noguera                                      |
| Livy      | Paolo De Santis              | Melanie Henríquez                                   |
| Morpho    | Emanuele Ruzza               | Reinaldo Rojas                                      |
| Plasto    | Andrea Lavagnino             | Ledner Belisario                                    |
| Robinson  | Gianluca Crisafi             | Eder La Barrera                                     |
| Digit     | Gemma Donati                 | Elena Díaz Toledo                                   |
| Hocus     | Riccardo Rovatti             | N/A                                                 |
| Justin    | Paolo De Santis              | Fernando Márquez                                    |
| Rex       | Daniele Raffaeli             | Eder La Barrera                                     |
| Floxy     | Gabriele Patriarca           | Rolman Bastidas                                     |
| Lenny     | Alessio Nissolino            | Stefany Villarroel                                  |
| Maxine    | Emanuela Pacotto             | Judith Noguera                                      |
| Narcissa  | Deborah Ciccorelli           | N/A                                                 |
| Yucca     | N/A                          | Marycel González                                    |
| Rollo     | Pierluigi Astore             | José Granadillo                                     |
| Augustus  | Vladimiro Conti              | Guillermo Martínez                                  |
| Glossum   | Giovanni Petrucci            | Ángel Mujica                                        |
| Letreros  | N/A                          | Melanie Henríquez                                   |
| Narrador  | N/A                          | Luis Miguel Pérez                                   |

Nota: Algunos dobladores, tanto de Italia como de Latinoamérica se repiten Personajes.

## Lugares de Pop Pixie
- Pixieville.
- El Molly Moo.
- La Plaza Pixie.
- La Tienda de Juguetes.
- La Barrera Mágica.
- El Árbol de la Vida.
- El Pixie Plaza
- La tienda de Amore.
- El Anfiteatro
- El Cine Pixie